# Rusłana Łyżyczko

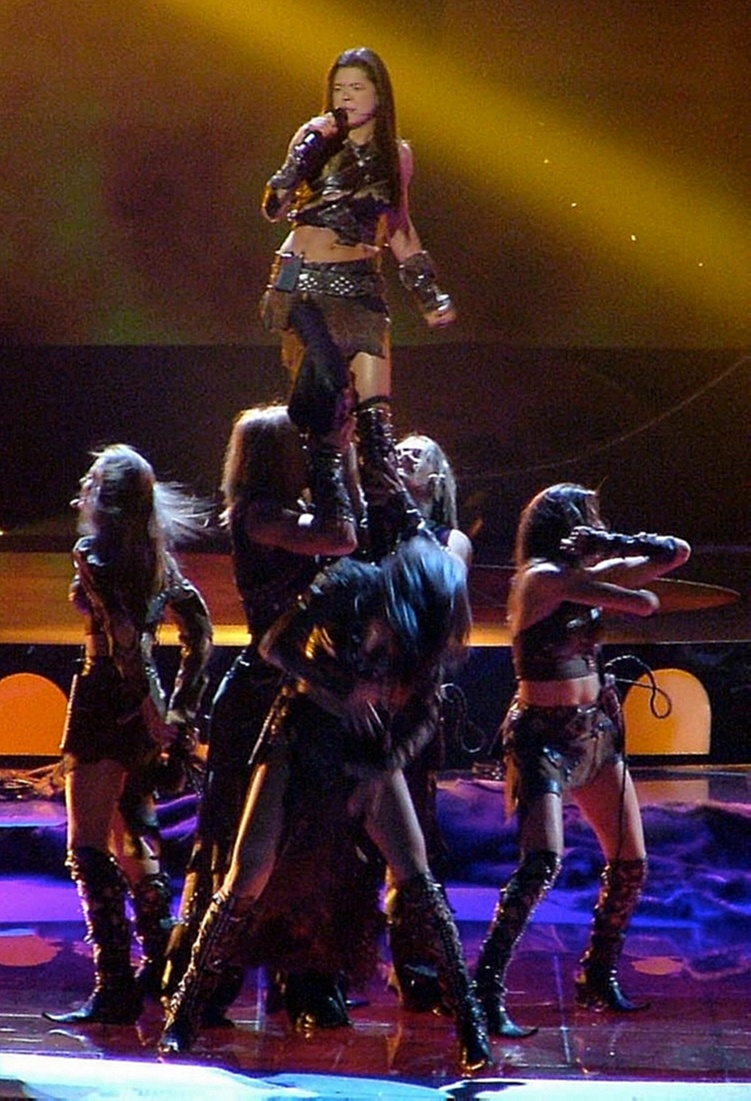
Rusłana Łyżyczko podczas 49. Konkursu Piosenki Eurowizji (2004)

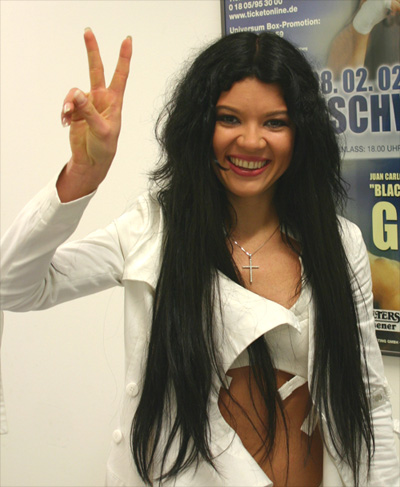
Rusłana Łyżyczko po koncercie w Brunszwiku (2007)

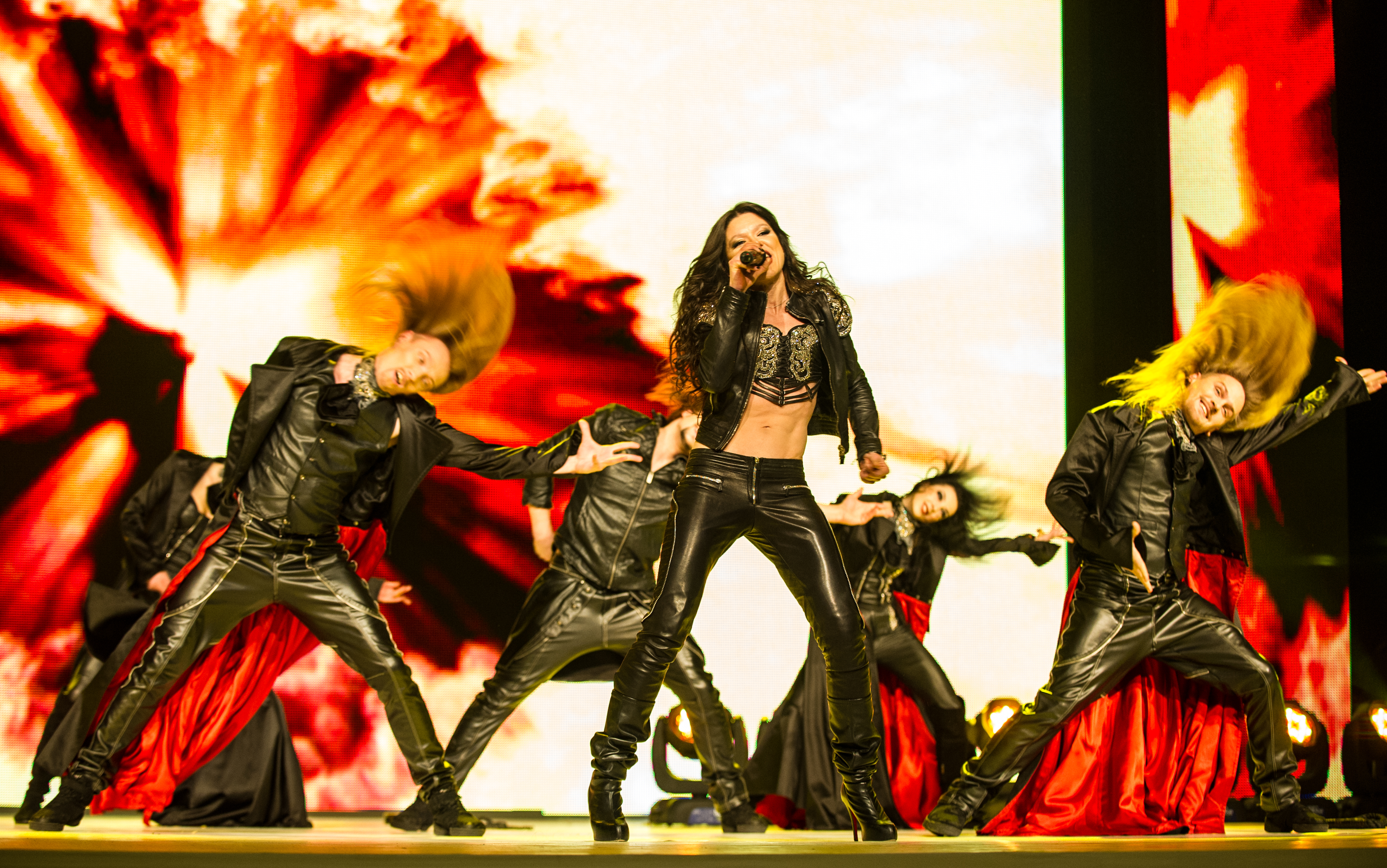
Rusłana Łyżyczko podczas koncertu w Baku (2012)

Rusłana Stepaniwna Łyżyczko (ukr. Руслана Степанівна Лижичко; ur. 24 maja 1973 we Lwowie) – ukraińska piosenkarka, kompozytorka, producentka muzyczna, polityk, z wykształcenia dyrygentka i pianistka. Ambasadorka dobrej woli UNICEF. Zwyciężczyni 49. Konkursu Piosenki Eurowizji (2004) z utworem „Wild Dances”.

## Życiorys

### Kariera zawodowa
Karierę muzyczną rozpoczęła w 1996, zwyciężając z utworem „Oj, letili dyki husi” na festiwalu Słowiański Bazar w Witebsku. W tym samym roku otrzymała nominację do tytułu ukraińskiej piosenkarki roku, a klip do piosenki „Dzwinkij witer” zdobył tytuł teledysku roku. Jej producentem muzycznym został Ołeksandr Ksenofontow, z którym w 1995 zawarła związek małżeński. W 1997 wzięła udział w świątecznym projekcie L’viv Christmas. W 1998 wydała album pt. Myt’ wesny / Dzwinkyj witer, zdobyła tytuł osobowości roku, jej singel „Switanok” otrzymał miano piosenki roku, a nakręcony do tego utworu teledysk wyróżniono tytułem klipu roku. Kilka miesięcy później ukazała się jej pierwsza płyta koncertowa o takim samym tytule.
W 1999 pracowała nad świątecznym musicalem Ostanne rizdvo 90-ch, który kilka miesięcy później został mianowany ukraińskim filmem roku. W kolejnych latach wydała także płyty Najkraszcze (2001), Dobryj weczir, tobi… (2002) i Dyki tanci (2003), za którego sprzedaż w nakładzie ponad 100 tys. sprzedanych egzemplarzy otrzymała status platynowej płyty.
W 2004 została wybrana na reprezentantkę Ukrainy w 49. Konkursie Piosenki Eurowizji w Stambule (z utworem „Wild Dances”). Na przełomie kwietnia i maja odbyła europejską trasę promocyjną. Przed konkursem była jedną z faworytek dziennikarzy i bukmacherów do wygrania konkursu. 12 maja wystąpiła w półfinale i z drugiego miejsca awansowała do rozgrywanego trzy dni później finału, w którym zajęła pierwsze miejsce po zdobyciu 280 punktów (w tym najwyższych not 12 punktów z ośmiu krajów). Po wygranej przekazała wykorzystaną podczas występu trombitę na aukcję charytatywną Lions’ Club we Lwowie. Wkrótce wyruszyła w europejską trasę koncertową. Na początku czerwca trafiła do szpitala z powodu przemęczenia, nieregularnego odżywiania się oraz braku odpoczynku; nie zaprzestała jednak dalszych występów. W lipcu wystąpiła w programie rozrywkowym Tien om te zien we Flandrii, w którym zaśpiewała z Xandee oraz wydała swój pierwszy anglojęzyczny album studyjny pt. Wild Dances, który niedługo po premierze zdobył status podwójnej platynowej płyty na Ukrainie. Płyta promowana była przez singel „Dance with the Wolves”, inspirowany pomarańczową rewolucją, którą artystka aktywnie wspierała. Materiał na album nagrywany był w Criteris Studios w Miami. Również w lipcu została zaproszona przez firmę Samsung Electronics Ukraine do udziału w biegu z olimpijską pochodnią przed Letnimi Igrzyskami Olimpijskimi w Atenach. W sierpniu zagrała koncert we Lwowie z okazji swojego zwycięstwa na Eurowizji. We wrześniu zdobyła nagrodę dla najlepiej sprzedającego się artysty Ukrainy podczas ceremonii World Music Awards w Las Vegas. W międzyczasie zagrała kilkanaście koncertów w ramach europejskiej trasy promocyjnej.
W listopadzie 2004 nagrała w Belgii piosenkę „Lutshjee bulo” we współpracy z Helmutem Lottim. Pod koniec miesiąca rozpoczęła trasę koncertową z nowymi występami, premierowy koncert zagrała w Pałacu Sportu w Kijowie. Wcześniej wzięła udział w koncercie charytatywnym Warme Winter. W grudniu wystąpiła m.in. jako gość muzyczny 43. Festivali i Këngës w Albanii. W 2005 wydała kolejny anglojęzyczny album pt. Club’in, promowany m.in. przez singel „The Same Star”. Wystąpiła także jako gość w finale andorskich eliminacji eurowizyjnych Desitja’m sort. W lutym pojawiła się na cypryjskich selekcjach, w tym jako członkini komisji jurorskiej. W kwietniu odebrała statuetkę za najlepiej sprzedający się singel zagraniczny („Wild Dances”) na gali rozdania nagród muzycznych Arion w Grecji. Po śmierci papieża Jana Pawła II zawiesiła występy publiczne na kilka tygodni. W maju 2005 powróciła do aktywności zawodowej, grając m.in. charytatywny koncert w Kijowie. W marcu 2008 wydała swój szósty ukraińskojęzyczny album studyjny pt. Amazonka. We wrześniu zaprezentowała trzecią anglojęzyczną płytę pt. Wild Energy, która promowała singlem „Moon of Dreams”. Użyczyła także głosu w grze Grand Theft Auto IV, wcielając się w rolę didżejki stacji radiowej Vladivostok FM. W 2009 była gościem podczas szóstej edycji festiwalu piosenki azjatyckiej w Seulu. W 2011 została jedną z jurorek programu Hołos krajiny. W kwietniu 2012 wydała album Ej-fori-ja, który nagrywała w Stanach Zjednoczonych. W lipcu 2013 ukazała się anglojęzyczna wersja płyty pt. My Boo! (Together!).
W 2014 zawiesiła karierę muzyczną w związku z aktywnością polityczną i społeczną po protestach w Kijowie. W 2017 wydała singel „Ja lublu”, który nagrała też w wersji anglojęzycznej (pt. „It’s Magical”). W maju tegoż roku wystąpiła gościnnie w Kijowie w finale 62. Konkursu Piosenki Eurowizji.

### Działalność polityczna
W 2004 została skrytykowana za wsparcie środowiska LGBT oraz za przyjęcie zaproszenia do występu podczas międzynarodowego obozu letniego dla młodych osób homoseksualnych w Holandii. Po wygraniu 49. Konkursu Piosenki Eurowizji została doradczynią premiera Wiktora Janukowycza do spraw społecznych. Jesienią tego samego roku aktywnie wspierała wydarzenia związane z pomarańczową rewolucją. W 2005 teledysk do piosenki „Dance with the Wolves” został ocenzurowany w Rosji, ponieważ zrealizowano go na placu Niepodległości w Kijowie. W tym czasie artystka ogłosiła kilkudniowy protest głodowy, aby wesprzeć Wiktora Juszczenkę. Niedługo potem wystosowała specjalny list do byłych uczestników Konkursu Piosenki Eurowizji oraz wszystkich nominowanych do World Music Awards 2004, w którym zwróciła się o wsparcie dla Ukrainy. W listopadzie 2004 wystosowała oświadczenie do mediów, w którym m.in. wyraziła swoje poparcie polityczne dla Wiktora Juszczenki oraz zachęcała obywateli do brania świadomego udziału w wyborach prezydenckich. W grudniu, na zaproszenie Vytautasa Landsbergisa, wzięła udział w posiedzeniu plenarnym Parlamentu Europejskiego.
W latach 2006–2007 sprawowała mandat deputowanej do Rady Najwyższej z ramienia Bloku Nasza Ukraina. Podczas wyborów prezydenckich w 2010 popierała kandydaturę Julii Tymoszenko, biorąc aktywny udział w jej kampanii wyborczej. Uczestniczyła także w protestach w Kijowie, zapoczątkowanych w listopadzie 2013. W 2014 otrzymała honorowe obywatelstwo Lwowa.

## Życie prywatne
Jest córką Ukraińca Stepana Łyżyczki oraz Rosjanki Niny Arkadiewnej. W 1995 zawarła związek małżeński z Ołeksandrem Ksenofontowem.

## Dyskografia

### Albumy studyjne
- Myt' wesny / Dzwinkyj witer (1998)
- Ostanne rizdvo 90-ch (1999)
- Najkraszcze (2001)
- Dobryj weczir, tobi… (2002)
- Dyki tanci (2003; reedycja w 2004)
- Wild Dances (2004; reedycja w 2005)
- Club'in (2005)
- Amazonka (2008)
- Wild Energy (2008)
- Ej-fori-ja (2012)
- My Boo (Together!) (2013)